# Palestina (Caldas)
Palestina è un comune della Colombia facente parte del dipartimento di Caldas.
Il centro abitato venne fondato da Juan de la Cruz Duque, Remigio Blandón, Marco Quintero, Eusebio López, Raimundo Vega, José María Quiceno, Juan de Dios Santa, Rafael Ocampo e Juan Antonio Henao nel 1855, mentre l'istituzione del comune è del 1876.